# Архангельское (Граховский район)
Арха́нгельское (удм. Архангельской) — заброшенное село в Граховском районе Удмуртии, на реке Ерыкса.

## История
По итогам десятой ревизии в 1859 году в 24 дворах казённой деревни Архангельской (Корыловка) при речке Ерыкса проживало 255 жителей. В 1914 году отстроена деревянная церковь, освящённая во имя Михаила Архангела.
До 1921 года деревня входила в состав Граховской волости Елабужского уезда Вятской губернии, в 1921 году образована Вотская АО и деревня вместе с Граховской волостью отошла в состав Можгинского уезда. С 1924 по 1963 годы в селе располагался административный центр Архангельского сельсовета, в состав которого входили населённые пункты: село Архангельское, деревни Возжай Вотский и Порым, починки Малиновка и Рысьевка. В 1963 году Архангельский сельсовет упразднён и село отошло к Граховскому сельсовету. В 1989 году в границах прежнего Архангельского сельсовета образован Порымский сельсовет с административным центром в деревне Порым.
В настоящее время все жители покинули село, закрытая в 1930-е годы Михайло-Архангельская церковь находится в критическом состоянии.